# Jírovec u Kleinova statku
Jírovec u Kleinova statku je památný strom ve vesnici Konětopy, která se nalézá 11 km jjz. od Loun a přísluší pod obec Pnětluky v okrese Louny. Přibližně 150letý jírovec maďal (Aesculus hippocastanum) roste téměř na jižním konci vsi, ve vyvýšené obezděné předzahrádce při sz. nároží statku č. p. 16 „U Kleinů“. Z hlediska celkového terénního položení v těchto místech přechází mírný vsv. svah do nivy potoka Hasiny; nadmořská výška u paty stromu dosahuje 290 metrů.
Jírovec požívá ochrany od roku 2010 pro svou estetickou i historickou hodnotu ve vazbě na přilehlý objekt statku. V čase vyhlášení byly rozměry stromu následující:
- celková výška: 19,8 m
- výška koruny: 14,8 m
- šířka koruny: 8,0 m
- obvod kmene: 294 cm

Odborné ošetření strom podstoupil již v roce 2007; jeho nynější zdravotní stav je hodnocen jako „dobrý, bez zjevných závad“.

## Památné a významné stromy vokolí
- Buk u Ročova
- Dub v Tuchořicích	(5,7 km zsz.)
- Hrušeň u Křížů (Ročov, 3,3 km jv.)
- Jírovec u rybníka (Pnětluky, 2,6 km jz.)
- Lípa u sv. Vojtěcha (Ročov, 3,4 km vjv.)
- Lípa v Kounově (7,2 km jjz.)
- Lípa v Ročově (3,3 km vjv.)
- Matoušův jilm (Kounov, 7,3 km jjz.)
- Tis v Ročově (3,3 km vjv.)